# Agalahalli, Hassan
Agalahalli là một làng thuộc tehsil Hassan, huyện Hassan, bang Karnataka, Ấn Độ.